# العزيزية (ليبيا)
العزيزية مدينة ليبية تعتبر حلقة وصل بين الشمال والجنوب، تبعد جنوب العاصمة طرابلس حوالي 45 كيلومتر، تعتبر أول عاصمة جمهورية في المغرب الكبير (الجمهورية الطرابلسية)، وكانت تعتبر المقر الرئيسي لشعبية الجفارة.
يوجد بها ملاعب تم تطويرها بشكل جيد من حيث مستوى العشب ويوجد به مقر نادى السلام سابقاً، بها تل مرتفع يقع اعلاه "ضريح سيدي رمضان سابقاً، تعتبر العزيزية منطقة زراعية حيث تحتوي على أراض زراعية شاسعة تزرع بالقمح والشعير والخضر وبعض الفواكه.
وتشتهر العزيزية بتسجيل أعلى معدل ارتفاع لدرجة الحرارة بالعالم في الظل، ففي العام 13 سبتمبر 1922 ارتفعت درجة الحرارة إلى 57.7 درجة مئوية.

## التاريخ
كانت تعرف العزيزية باسم الكدوة وتقطنها قبائل ورشفانة وهي أحد أكبر القبائل الليبية ويعتقد بعض المؤرخون أن القبيلة هي تجمع قبلي أي متكونة من بطون لقبائل مختلفة وبعض بطونها يرجع للجواري وهم من قبيلة [[بنو سليم]] العربية .

## الهوامش
- 1: كانت مناطق العزيزية الحالية من ضمن قضاء جنزور وبحلول عام 1862 عند ولاية محمود نديم، تشكل مكان القضاء ناحيتي جنزور وناحية العزيزية وسميت بالعزيزية تمجيداً للسلطان عبد العزيز القائم على أمر الأمبراطورية العثمانية حينذاك.[5]